# Inope fuliginosa
Inope fuliginosa är en fjärilsart som beskrevs av Moore 1879. Inope fuliginosa ingår i släktet Inope och familjen bastardsvärmare. Inga underarter finns listade i Catalogue of Life.